# Acacia brandegeana
Acacia brandegeana é uma espécie de leguminosa do gênero Acacia, pertencente à família Fabaceae.